# Capecitabina
La capecitabina es un agente quimioterapéutico administrado oralmente utilizado para el tratamiento del cáncer de mama y el cáncer de colon. 

## Mecanismo de acción
La capecitabina es un profármaco del fluorouracilo. Se metaboliza por medio de hidrólisis en el hígado y en los tejidos para formar fluorouracilo, que es el compuesto activo. El fluorouracilo es un antimetabolito pirimidínico fluorado que inhibe la timidilato sintasa, bloqueando la metilación del ácido desoxiuridílico a ácido timidílico, lo que interfiere con la síntesis de ADN y, en menor medida, con la de ARN. El fluorouracilo parece ser específico de fase para las fases G1 y S del ciclo celular. 

## Eficacia
La capecitabina está indicada para el tratamiento adyuvante tras cirugía en pacientes con cáncer de colon estadio III (estadio C de Dukes). La capecitabina está indicado como monoterapia en primera línea del cáncer colorrectal metastásico.
La capecitabina está indicada en el tratamiento en primera línea del cáncer gástrico avanzado en combinación con un régimen que incluya platino. 
La capecitabina, en combinación con docetaxel, está indicada para el tratamiento de pacientes con cáncer de mama localmente avanzado o metastásico tras fallo de quimioterapia citotóxica. La terapia previa debe haber incluido una antraciclina. 
La capecitabina también está indicada en monoterapia para el tratamiento de pacientes con cáncer de mama localmente avanzado o metastásico tras fallo a taxanos y a un régimen quimioterápico que incluya una antraciclina o bien para aquellos pacientes en quienes no esté indicada una terapia posterior con antraciclinas. 

## Efectos secundarios
Las reacciones adversas más frecuentemente observadas fueron alteraciones gastrointestinales (especialmente diarrea, náuseas, vómitos, dolor abdominal, estomatitis), fatiga y síndrome mano-pie (eritrodisestesia palmo-plantar). 
La capecitabina puede causar depresión de la médula ósea, causando anemia, neutropenia y trombocitopenia. Los factores de riesgo que predisponen a esta toxicidad son variantes genéticas en el gen DPYD (que resulta en ausencia parcial o total de la actividad enzimática de DPD), así como la administración de medicamentos citotóxicos concomitantes.
Se ha observado cardiotoxicidad con la terapia con fluoropirimidinas, incluida la capecitabina. Los eventos adversos incluyen infarto agudo de miocardio, angina de pecho, cardiopatía isquémica, arritmias cardíacas, miocardiopatía e insuficiencia cardíaca. 
En muchos casos, neurotoxicidad central (confusión, pérdida de memoria, etcétera) que provoca una disminución importante de la calidad de vida del paciente. 
Según una publicación realizada en la revista JAMA Oncology el 25 de agosto de 2016, la pérdida de huellas digitales es un efecto adverso frecuente en los pacientes tratados con capecitabina. Esto se debe al síndrome mano-pie persistente (grado ≥2), que provoca la pérdida de las huellas dactilares.

## Contraindicaciones
- Antecedentes de reacciones graves e inesperadas al tratamiento con fluoropirimidinas.
- Hipersensibilidad a capecitabina, a cualquiera de los excipientes o a fluorouracilo.
- En pacientes con probada deficiencia de dihidropirimidina deshidrogenasa (DPD).
- Durante el embarazo y la lactancia.
- En pacientes con leucopenia, neutropenia o trombocitopenia graves.
- En pacientes con insuficiencia hepática grave.
- En pacientes con insuficiencia renal grave (aclaramiento de creatinina por debajo de 30 ml/min).
- Tratamiento con sorivudina o sus análogos químicamente relacionados, como la brivudina.
- Si existen contraindicaciones a cualquiera de los otros agentes del régimen combinado, no se deberá utilizar ese agente.

## Disponibilidad
La capecitabina es un medicamento ético (sólo se vende bajo prescripción médica) y su presentación es en comprimidos.
Contenido:
- Capecitabina 150 mg: 60 comprimidos recubiertos con película (6 blísteres de 10 comprimidos)
- Capecitabina 500 mg: 120 comprimidos recubiertos con película (12 blísteres de 10 comprimidos)